# Pipit alticole
Anthus hoeschi
Espèce
Statut de conservation UICN

NT : Quasi menacé
Le Pipit alticole (Anthus hoeschi) est une espèce d'oiseaux de la famille des Motacillidae. 
Cet oiseau peuple les hautes terres du Lesotho (Drakensberg) et limitrophes du KwaZulu-Natal ; il hiverne dans le sud-est de l'Angola, le sud de la RDC et le nord de la Zambie.